# Troféus de Televisão TV7 Dias 2014
A 6ª edição dos Troféus de Televisão TV 7 Dias ocorreu no dia 29 de abril de 2015, no Casino Estoril.
Nesta edição, as categorias de Melhor Ator/Humorista (humorista masculino) e Melhor Atriz/Humorista (humorista feminino) foram aglutinados numa única categoria e a categoria de Melhor Programa de Humor foi eliminada. O Prémio Distinção, introduzido no ano anterior e atribuído ao realizador Hugo de Sousa, foi substituído pelo Prémio Realizador.
Quatro canais conseguiram as suas primeiras nomeações nesta edição da premiaçãoː Disney Junior, SIC K, SIC Caras e TVI Ficção.
Pela primeira vez, a RTP1 sagrou-se como a grande vencedora, tendo recebido oito prémios cada uma. A TVI recebeu sete prémios e a SIC seis. 

## Nomeados e vencedores
| Melhor Telenovela | Melhor Ator Principal de Telenovela |  |
| --- | --- |  |
| - Mar Salgado (SIC) - Belmonte (TVI) - O Beijo do Escorpião (TVI) - Os Nossos Dias (RTP1) - Mulheres (TVI) | - Ricardo Pereira – Mar Salgado (SIC) - Albano Jerónimo – Mulheres (TVI) - Diogo Infante – O Beijo do Escorpião (TVI) - João Lagarto – Mulheres (TVI) - Jorge Corrula – Água de Mar (RTP1) |  |
| Melhor Atriz Principal de Telenovela | Melhor Ator de Elenco Telenovela |  |
| - Sofia Alves – Mulheres (TVI) - Dalila Carmo – O Beijo do Escorpião (TVI) - Margarida Vila-Nova – Mar Salgado (SIC) - Maria João Luís – Sol de Inverno (SIC) - Rita Blanco – Sol de Inverno (SIC)                                                                       | - Luís Gaspar – Mulheres (TVI) - João Perry – Sol de Inverno (SIC) - Pedro Carvalho – O Beijo do Escorpião (TVI) - Rui Unas – Sol de Inverno (SIC) - Virgílio Castelo – Mulheres (TVI) |  |
| Melhor Atriz de Elenco Telenovela | Melhor Música de Genérico |  |
| - Paula Lobo Antunes – Mulheres (TVI) - Inês Castel-Branco – Mar Salgado (SIC) - Luciana Abreu – Sol de Inverno (SIC) - Margarida Carpinteiro – Mar Salgado (SIC) - Victória Guerra – Sol de Inverno (SIC)                                                               | - "O Tempo Não Para”, interpretada por Mariza – Mulheres (TVI) - “Água de Mar”, interpretada por Mariana Guedes – Água de Mar (RTP1) - “Amor Com Amor Se Paga”, interpretada por André Sardet – Belmonte (TVI) - "Jardins Proibidos", interpretada por Paulo Gonzo – Jardins Proibidos (TVI) - "Mar Salgado", interpretada pelos Amor Electro – Mar Salgado (SIC) |  |
| Melhor Série | Melhor Programa infanto-juvenil |  |
| - Bem-Vindos a Beirais (RTP1) - Giras & Falidas (TVI) - Os Filhos do Rock (RTP1) - Mulheres de Abril (RTP1) - Sal (SIC) | - CC All Stars (SIC Radical) - Art Attack (Disney Junior) - Disney Kids (SIC) - Ciência por Miúdos (SIC K) - Zig Zag (RTP2) |  |
| Melhor Ator de Série | Melhor Atriz de Série |  |
| - João Tempera – Os Filhos do Rock (RTP1) - Albano Jerónimo – Os Filhos do Rock (RTP1) - Carlos Santos – Bem-Vindos a Beirais (RTP1) - Ivo Canelas – Os Filhos do Rock (RTP1) - Pepê Rapazote – Bem-Vindos a Beirais (RTP1)                                              | - Oceana Basílio – Bem-Vindos a Beirais (RTP1) - Ana Bustorff – Mulheres de Abril (RTP1) - Luísa Ortigoso – Bem-Vindos a Beirais (RTP1) - Carla Chambel – Bem-Vindos a Beirais (RTP1) - Isabel Abreu – Os Filhos do Rock (RTP1) |  |
| Melhor Programa de Entretenimento | Melhor Ator/Atriz/Humorista |  |
| - The Voice Portugal (RTP1) - A Tua Cara Não Me É Estranha: Kids (TVI) - Dança com as Estrelas (TVI) - Factor X (SIC) - MasterChef Portugal (TVI) | - António Raminhos – 5 para a Meia-Noite (RTP1) - Eduardo Madeira – Domingo Especial (RTP1) - Dinarte Branco e Margarida Marinho – O Beijo do Escorpião (TVI) - Manuel Marques – Domingo Especial (RTP1) - Herman José – Há Tarde (RTP1) |  |
| Melhor Talk Show | Melhor Apresentador |  |
| - Alta Definição (SIC) - 5 para a Meia-Noite (RTP1) - A Tarde É Sua (TVI) - Há Tarde (RTP1) - Você na TV! (TVI) | - Manuel Luís Goucha – Você na TV (TVI) - Daniel Oliveira – Alta Definição (SIC) - João Baião - Grande Tarde (SIC) - Pedro Fernandes – 5 para a Meia-Noite (RTP1) - José Pedro Vasconcelos – Agora Nós (RTP1) |  |
| Melhor Apresentadora | Melhor Programa de Informação |  |
| - Tânia Ribas de Oliveira – Agora Nós (RTP1) - Bárbara Guimarães – O Poder do Amor (SIC) - Cristina Ferreira – Você na TV!/Dança Com as Estrelas (TVI) - Júlia Pinheiro – Queridas Manhãs (SIC) - Teresa Guilherme – Secret Story - Casa dos Segredos (5.ª edição) (TVI) | - Jornal da Noite (SIC) - Jornal das 8 (TVI) - Judite Entrevista (TVI) - Prós e Contras (RTP1) - Telejornal (RTP1) |  |
| Melhor Jornalista/Apresentador | Melhor Jornalista/Apresentadora |  |
| - José Alberto Carvalho – (TVI) - João Tomé de Carvalho (RTP1/RTP Informação) - José Rodrigues dos Santos (RTP1) - Pedro Pinto (TVI) - Rodrigo Guedes de Carvalho (SIC)                                                                                                  | - Cristina Esteves (RTP1) - Ana Lourenço (SIC Notícias) - Ana Sofia Cardoso (TVI) - Clara de Sousa (SIC) - Sandra Felgueiras (RTP1) |  |
| Melhor Reportagem/Documentário | Melhor Jornalista/Repórter |  |
| - Retratos da Cegueira(SIC) - Árbitro de Elite (SIC) - Depois da Fraude (SIC) - Mulheres de Guerra (TVI) - Os Dias da Troika (SIC) | - Cândida Pinto (SIC) - Ana Leal (TVI) - José Manuel Mestre (SIC) - Pedro Coelho (SIC) - Sandra Felgueiras (RTP1) |  |
| Melhor Programa Cultural | Melhor Programa Social |  |
| - Inesquecível (RTP Memória) - Bairro Alto (RTP2) - Ir É o Melhor Remédio (SIC Notícias) - Janela Indiscreta (RTP1) - Portugueses pelo Mundo (RTP1) | - Só Visto! (RTP1) - Câmara Exclusiva (TVI Ficção) - E-Especial (SIC) - Fama Show (SIC) - Passadeira Vermelha (SIC Caras) |  |
| Melhor Programa Desportivo | Prémios Especiais |  |
| - Prolongamento (TVI) - MaisFutebol (TVI24) - O Dia Seguinte (SIC Notícias) - Tempo Extra (SIC Notícias) - Trio d'Ataque (RTP Informação) | - Troféu Realizador – João Patrício - Troféu Revelação – Vasco Palmeirim - Troféu Memória – Emídio Rangel - Troféu Carreira – Ana Bola - Troféu Prestígio – Carlos do Carmo |  |

## Canais premiados e nomeados
| Estação        | Prémios | Nomeações |
| -------------- | ------- | --------- |
| RTP1 & RTP2    | 8       | 40        |
| TVI            | 7       | 36        |
| SIC            | 6       | 33        |
| RTP Memória    | 1       | 1         |
| SIC Radical    | 1       | 1         |
| SIC Notícias   | 0       | 4         |
| Disney Junior  | 0       | 1         |
| RTP Informação | 0       | 1         |
| SIC K          | 0       | 1         |
| SIC Caras      | 0       | 1         |
| TVI24          | 0       | 1         |
| TVI Ficção     | 0       | 1         |

1. ↑  Soldado, David (4 de fevereiro de 2014). «Conheça os nomeados dos «Troféus de Televisão TV7 Dias 2014»». A Televisão. Consultado em 7 de junho de 2025. Cópia arquivada em 7 de junho de 2025
2. ↑  «Saiba quem são os vencedores». Nova Gente. 30 de abril de 2015. Consultado em 7 de junho de 2025